# Boscos de pi i roure de Sierra Madre de Oaxaca
Els boscos de pi i roure de sierra Madre de Oaxaca és una ecoregió al sud de Mèxic, i és un bioma de boscos tropicals i subtropicals de coníferes. Ocupa la sierra Madre de Oaxaca, que es troba principalment en l'estat d'Oaxaca, i s'estén al nord cap als estats de Puebla i Veracruz. És una ecoregió forestal constituïda per pins i roures que s'estenen al llarg de la serralada Americana que va des d'Oregon i Califòrnia, al nord, i s'acaba al sud a Nicaragua.

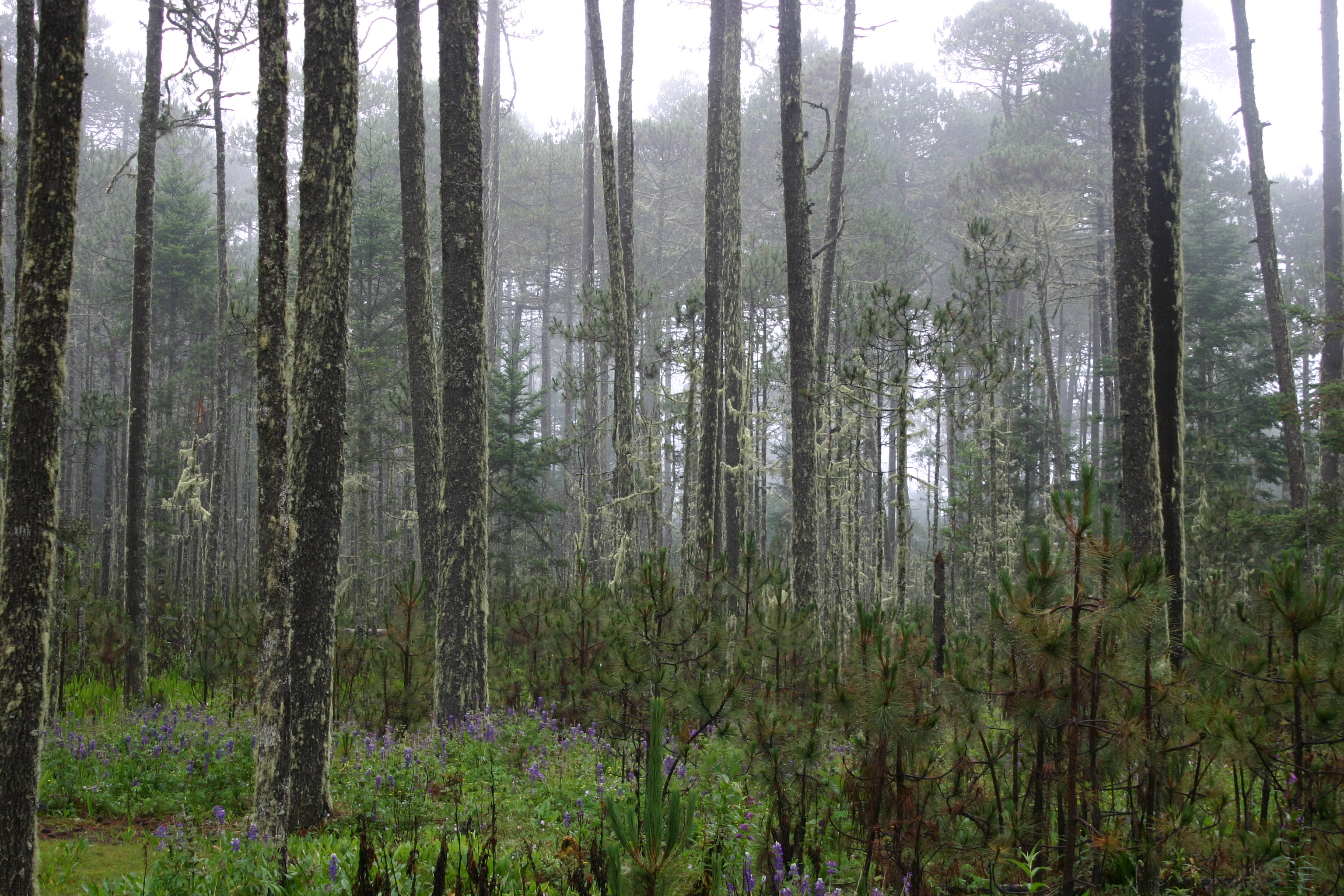
Bosc de pins entre San Isidro Llano Grande i San Miguel Cajonos, a sierra Madre de Oaxaca

## Geografia
L'ecoregió té una superfície de 14.300 km², situada per sobre de 1.600 m d'altitud. La sierra Madre de Oaxaca va de nord-est a sud-oest, i s'estén 300 quilòmetres del pic d'Orizaba, al nord-est fins a l'istme de Tehuantepec, al sud-est. Els cims de sierra Madre de Oaxaca fan de mitjana uns 2.500 metres d'altura, amb alguns cims que superen els 3.000 m. Les intercepcions de la serralada fan que hi arribi aire humit cap a l'oest des del golf de Mèxic.
La Plana costanera del Golf es troba a l'est, i una sèrie de valls fluvials separen sierra Madre de Oaxaca de sierra Madre del Sur, al sud-oest i l'Eix volcànic transversal al nord-oest. L'ecoregió està delimitada a l'est pels boscos humits muntanyosos d'Oaxaca, que es troben per sota dels 1.600 m d'altitud. Cap a l'est, està el matollar xeròfil de la vall de Tehuacán, al nord-oest, els boscos secs de Jalisco n'ocupen la conca alta del riu Santo Domingo, que es troba a l'ombra orogràfica de la serra i els boscos secs del Pacífic Sud es troben a sud al llarg de la costa del Pacífic, estenent-se a la conca alta del riu Tehuantepec i la vall d'Oaxaca. Els boscos secs estan separats pels boscos de pi i roure de sierra Madre de Oaxaca des dels boscos de pi i roure de sierra Madre del Sur, al sud-oest.

## Ecologia

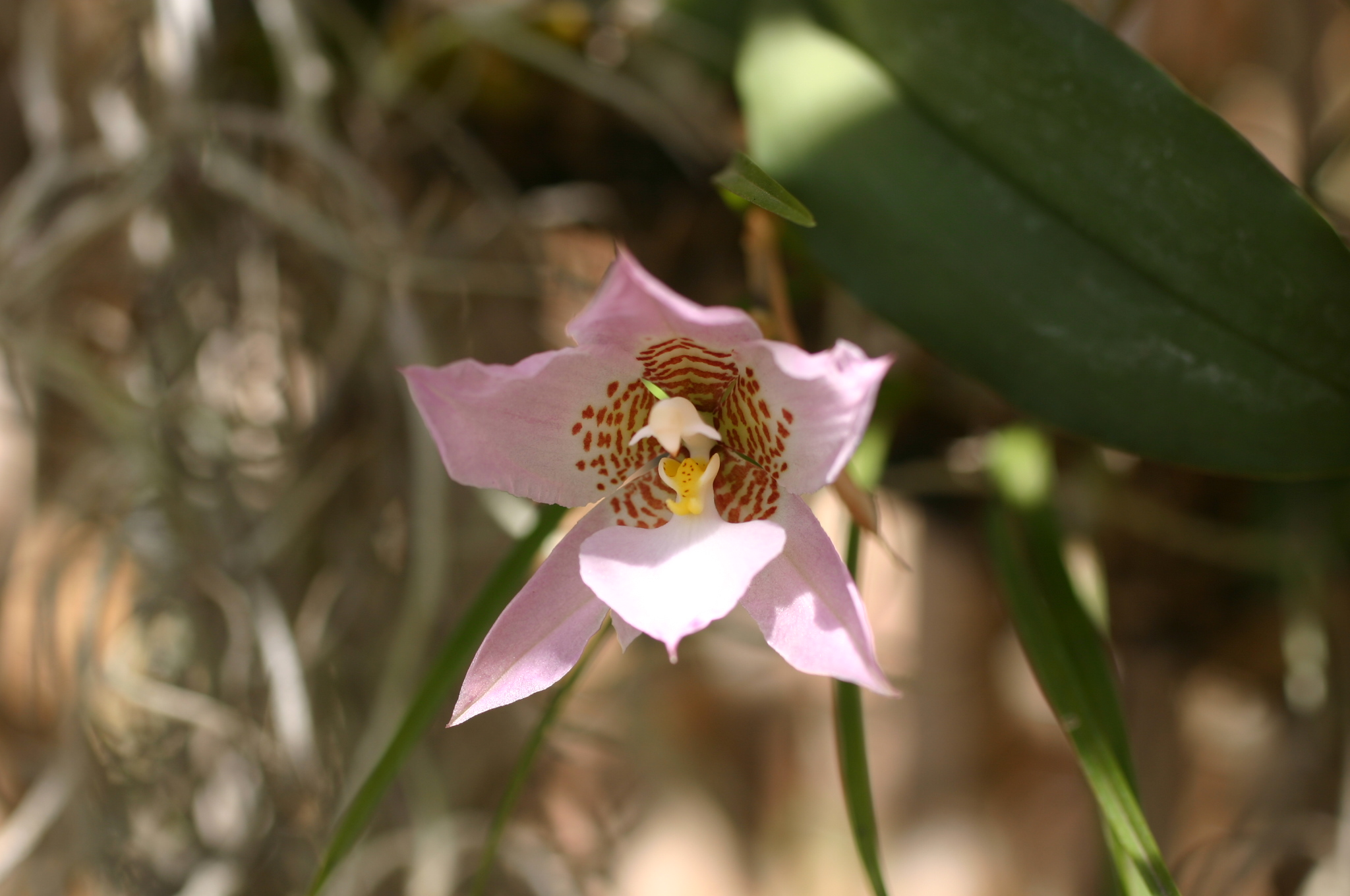
Rhynchostele cervantesii ssp. membranacea és una de les moltes orquídies que habiten els boscos alts de la sierra Madre de Oaxaca

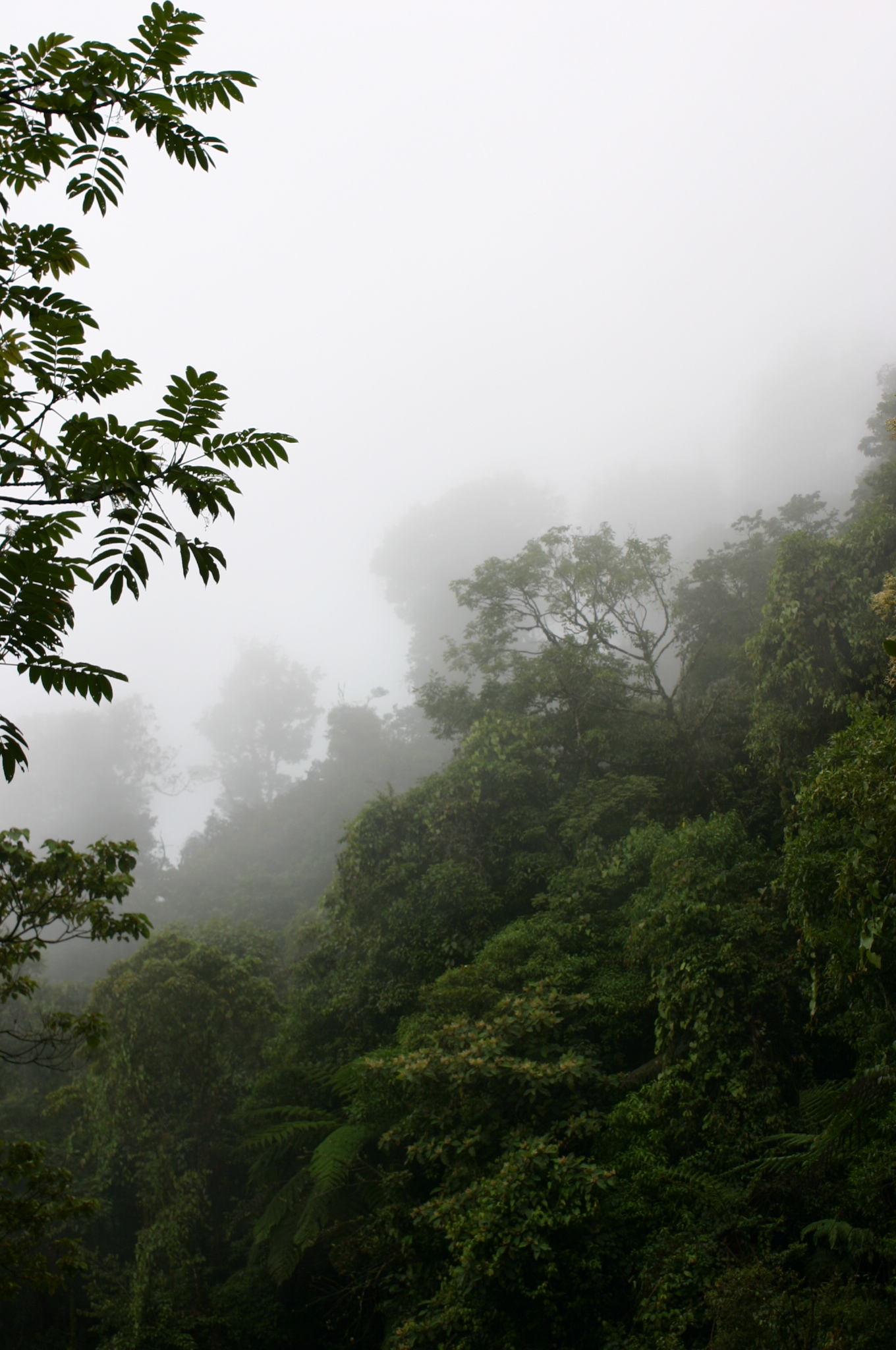
La terra comunal de la comunitat chinanteco de Santiago Comaltepec té un bosc ennuvolat

La vegetació associada dels boscos de pi i roure varia amb l'altitud i l'exposició. A més de pins (Pinus spp.) i roures (Quercus spp.), els boscos poden tenir una gran diversitat de bromeliàcies, orquídies i falgueres. Els boscos de la sierra Madre de Oaxaca és un dels últims hàbitats del jaguar i del puma a Mèxic. Els boscos de pi i roure de sierra Madre de Oaxaca han estat habitats des de fa mil·lennis per les cultures indígenes. Les principals cultures són els mazateques, zapoteques, mixes, cuicatec i pobles chinantecs.
Algunes de les àrees de bosc de sierra Madre de Oaxaca es troben entre els boscos millors conservats a Mèxic. A diferència d'altres àrees de boscos verges de Mèxic, només una petita fracció de boscos de sierra Madre de Oaxaca estan protegits pel govern federal, com és el Parc Nacional Benito Juárez, al nord de la ciutat d'Oaxaca.
La majoria de la conservació a la serra està controlada per les comunitats indígenes. Per exemple, la gran extensió de boscos de Santiago Comaltepec és considerada per alguns com els millors boscos de boira conservats al món. Moltes comunitats, en particular els Ixtlán de Juárez i els "Pueblos Mancomunados", entre d'altres, s'esforcen a conservar els seus boscos mitjançant projectes, incloent-hi la silvicultura sostenible i la tala selectiva, l'ecoturisme, projectes d'educació, així com la prohibició de la propietat privada dins de les seves comunitats (cosa que dificulta el desenvolupament sostenible i la indústria pels agents estrangers o forans).
Els boscos estan amenaçats per la inversió estrangera, la mineria i les comissions d'explotació forestal a empreses estrangeres per part del govern de l'estat d'Oaxaca.